# 阿隆·貝爾

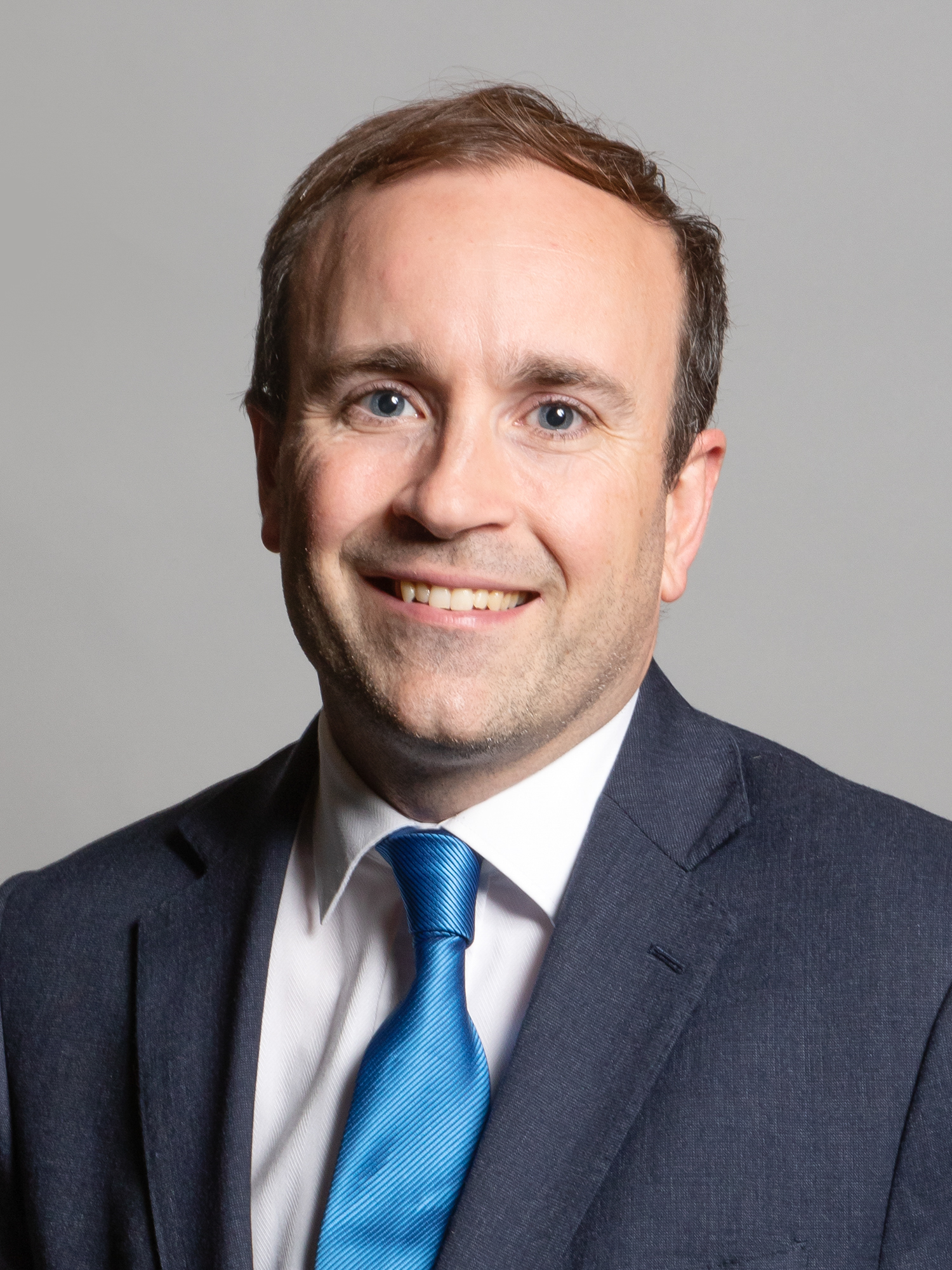
2020年的阿隆·貝爾

阿隆·貝爾（英語：Aaron Stuart Bell；1980年2月25日—）是英國的一位政治家，所屬政黨是保守黨。他在2019年英國大選中當選紐卡斯爾安德萊姆的議員。 